# Charles Oliver Bell
Charles Oliver Bell (Dumfries, 18 maggio 1894 – Bournemouth, 5 giugno 1939) è stato un calciatore e allenatore di calcio inglese.

## Carriera

### Calciatore
Ha giocato nel Dumfries Wanderers, Wanderers Douglas, Carlisle City, Woolwich Arsenal, Chesterfield, Barrow e Queens Park Rangers.

### Allenatore
Ha allenato lo Sporting Lisbona, Wigan Borough, Padova, Olympique Marsiglia, Nizza, Mansfield Town e Bournemouth.

## Palmarès

### Allenatore

#### Competizioni regionali
- Campionato di Lisbona: 1

Sporting Lisbona: 1921-1922